# طاهره ایبد
طاهره ایبد (زاده ۱ مهر ۱۳۴۲) متولد شیراز و از نویسندگان زن معاصر ایران است. 

## فعالیت‌های اجرایی و فرهنگی
سال ۱۳۶۱ به عنوان مربی و کارشناس ادبی در کانون پرورش فکری کودکان و نوجوانان استخدام شد. در کارگاه داستان‌نویسی ناصر ایرانی شرکت کرد و نخستین کتابش در کانون منتشر شد. ایبد با حوزه هنری، مجله سروش نوجوان، روزنامه آفتابگردان، نشریه بانو، مرکز پویانمایی صبا، مجله رشد نوآموز مسئولیت داشته‌است. او چندین دوره داور جشنواره‌هایی چون انتخاب کتاب سال وزارت فرهنگ و ارشاد،‌‌کانون پرورش فکری کودکان و نوجوانان ، سروش نوجوان، مسابقات داستان‌نویسی دانش‌آموزان، مسابقات طنز کودکان و نوجوانان، سرداور جشنواره ربع قرن بوده‌است. همچنین جند دوره به عنوان عضو هیئت مدیره و بازرس «انجمن فرهنگی نویسندگان کودک و نوجوان» انتخاب شده. وی عضو هیئت مدیره انجمن صنفی سراسری نویسندگان کودک و نوجوان است.

## آثار
سال ۱۳۶۴ نخستین کتابش با عنوان صالح از سوی کانون پرورش فکری منتشر شد. پس از آن بیش از ۱۰۰ اثر در ژانرها و قالب‌های گوناگون ادبی: رمان، داستان‌های سریالی، مجموعه داستان پیوسته، تک داستان و داستان تصویری از او به چاپ رسیده‌است. او برای تمام رده‌های سنی (بزرگسالان، نوجوانان، کودکان، خردسالان و نوزادان شش ماه تا سه سال) کتاب منتشر کرده‌ است. این تنوع در محتوای آثار او هم دیده می‌شود. ایبد آثاری با درون‌مایه‌های مختلف مثل جنگ، دوستی، خانواده، محیط زیست و… را آفریده؛ رمان تخیلی برای نوجوانان، داستانک‌هایی برای کودکان و آثاری که طنز بارزترین ویژگی آن‌هاست. درون‌مایهٔ آثار او شامل مسائل و دغدغه‌های همیشگی بشر مانند مرگ و مسائل اجتماعی مانند تبعیض‌ها و کلیشه‌های جنسیتی و همچنین نیازها و خواست کودک و نوجوان امروز است:" ایبد را باید نویسنده‌ای با مضامین و درون‌مایه‌هایی متفاوت دانست". ساختارشکنی ایبد در روایت داستان در بسیاری از آثار او مانند "گرگ گنده و خپله ماهی" و "عجیب و عجیب‌های ته دریاً دیده می‌شود، چنان‌که محمدهادی محمدی دربارهٔ این کتاب می‌گوید: "در این روایت، شخصیت نداریم. بچه‌ها حضور دارند، به عنوان مشاهده‌گر.". از دیگر آثار او، رمان نوجوان پریانه‌های لیاسندماریس است:"برخی این رمان را اولین و تنها رمان فانتزی در قلمرو ادبیات کودک و نوجوان کشورمان می‌دانند که در رده قصه‌های رئالیستی جادویی قرار می‌گیرد". است که به سبک رئالیسم جادویی نوشته شده. جغرافیای این رمان، بندر سیراف است که یکی از بندرهای تاریخی و مهم ایران و مبدأ آبی راه ابریشم بوده‌است. انتخاب بندر سیراف با باورها و فرهنگ مردم حوزه خلیج فارس و پیرنگ رمان، ارتباط تنگاتنگی دارد: "طاهره ایبد از موضوع پرکاربرد پری دریایی، که مخصوص افسانه‌های مردم جنوب یا شاید ساکنان همه شهرها و بنادر ساحلی است، به خوبی استفاده کرده‌است تا راه را برای ماجراهای پیچیده و هیجان‌انگیز او باز کند." این رمان برگزیده ویژه جشنواره شهید شاهی است. رمان بزرگسال دور گردوناو نیز به سبک رئالیسم جادویی نگاشته شده و در سال ۱۳۷۸ جایزه جشنواره ادب پایداری را دریافت کرد.

#### برای نوزادان و نوباوگان
- بازی ماه و ستاره، تهران: انتشارات مدرسه، ۱۳۸۴[نیازمند منبع]
- لاک پشت ترسو،[۱۲] تهران: کانون پرورش فکری، ۱۳۸۹
- نی‌نی بیا لالا کن، تهران: انتشارات علمی و فرهنگی، ۱۳۹۰[۱۳]

#### برای خردسالان
- جوجه‌خروس به دمش نگاه نکرد، تهران: انتشارات امیرکبیر، ۱۳۹۰[۱۴]
- عروسیه، عروسیه، تهران: انتشارات دانش نگار، ۱۳۹۳.[۱۵]
- نی‌نی خرسه، تهران: انتشارات سروش، ۱۳۹۴.[۱۶]
- چارخانه و خاله کشمشی، مجموعه پنج جلدی پیوسته، تهران: کانون پرورش فکری، ۱۳۹۴.[۱۷]
- اتل متل کوتوله[۱۸](از مجموعه ۷ جلدی متل‌واره‌ها)، تهران: کانون پرورش فکری، ۱۴۰۰.
- عمو زنجیرباف و دزد دریایی،[۱۹](از مجموعه متل‌واره‌ها)، تهران: کانون پرورش فکری، ۱۴۰۰.
- گاوهای ابری نباران[۱۸] (از مجموعه متل‌واره‌ها)، تهران: کانون پرورش فکری، ۱۴۰۰.
- عَر و عَر عَره، تره یا کره؟[۱۸] (از مجموعه متل‌واره‌ها)، تهران: کانون پرورش فکری، ۱۴۰۰.
- هاجستم و واجستم، یک دسته گل تو دستم[۱۸] (از مجموعه متل‌واره‌ها)، تهران: کانون پرورش فکری، ۱۴۰۰.
- بارون میاد شر شر، گوشه به گوشهٔ شهر[۱۸] (از مجموعه متل‌واره‌ها)، تهران: کانون پرورش فکری، ۱۴۰۰.
- تاپ تاپ خمیر من کو؟ تشت پنیر من کو؟[۱۸] (از مجموعه متل‌واره‌ها)، تهران: کانون پرورش فکری، ۱۴۰۰.

#### برای کودکان
- آدم‌برفی دیوانه، انتشارات منادی تربیت، ۱۳۸۳[نیازمند منبع]
- داستان‌های یک قل، دو قل،[۲۰] مجموعه داستان طنز سریالی، (۱۰۰ داستان) انتشارات به‌نشر، ۱۳۸۴
- گربه کاغذی، نشر شهر، ۱۳۸۶[نیازمند منبع]
- پیغامی برای ابر پنبه‌ای، انتشارات علمی فرهنگی، ۱۳۸۶[نیازمند منبع]
- محاکمه بچه خرس، انتشارات منادی تربیت، ۱۳۸۷
- ماهی به سرفه افتاد، نشر شهر، ۱۳۸۸
- دیو سیاه دم به سر،[۲۱] انتشارات امیرکبیر، ۱۳۹۰
- نگذارید فرار کند، نشر شهر، ۱۳۹۲
- مجموعه دو جلدی طنز محاکمه یک گربه بدبخت، نشر شهر، ۱۳۹۲
- خاله پیره و خاله پیرتره، انتشارات پیدایش، ۱۳۹۳
- بی‌بو بی بی‌بو، انتشارات علمی فرهنگی، ۱۳۹۴
- گرگ گنده و خپله ماهی،[۲۲] انتشارات علمی فرهنگی، ۱۳۹۴
- کوزه‌ای که تنها بود، انتشارات سروش، ۱۳۹۴
- غاغاغولی غول غاغولی، کانون پرورش فکری، ۱۳۹۴
- سمنوی دیگ چاقالو، نشر رجا، ۱۳۹۵[نیازمند منبع]
- پپه چپه، مجموعه دو جلدی، انتشارات امیرکبیر، ۱۳۹۵[نیازمند منبع]
- گورخر اشتباهی (از مجموعه ده لقمه قصه)، انتشارات امیرکبیر، ۱۳۹۵[نیازمند منبع]
- مومولی مومو، انتشارات امیرکبیر، ۱۳۹۵[نیازمند منبع]
- عابربانک صورتی، انتشارات امیرکبیر، ۱۳۹۵[نیازمند منبع]
- نرمولک بی‌ادب، انتشارات امیرکبیر، ۱۳۹۵[نیازمند منبع]
- گرگ قرمزی، انتشارات امیرکبیر، ۱۳۹۵[نیازمند منبع]
- عنکبوت بی‌تار، انتشارات امیرکبیر، ۱۳۹۵[نیازمند منبع]
- جادوگر خمره به سر، نشر رجا، ۱۳۹۵[نیازمند منبع]
- سه مسافر عجیب، دفتر نشر فرهنگ اسلامی، ۱۳۹۶[نیازمند منبع][۲۳]
- عجیب و عجیب‌های ته دریا، کانون پرورش فکری، ۱۳۹۷
- لاکو لاک ندارد،[۲۴] محراب قلم، ۱۳۹۷
- سرزمین مرده‌ها و زنده‌ها،[۲۵] شهر قلم، ۱۳۹۹
- غول کمپوتی،[۲۶] انتشارات داستان جمعه، ۱۳۹۹
- یکی بیز، یکی نبیز[۲۷] (جلد یک از مجموعه بیزبیزپشه)، کتاب‌های مهرک[۲۸] (سوره مهر)، ۱۳۹۹
- ویزویزتره[۲۹] (جلد دو از مجموعه بیزبیزپشه)، کتاب‌های مهرک (سوره مهر)، ۱۳۹۹
- خان بیز پشه[۳۰] (جلد سه از مجموعه بیزبیزپشه)، کتاب‌های مهرک (سوره مهر)، ۱۴۰۰
- لولوی نخور نخوره،[۳۱] رمان طنز و ترسناک، انتشارات هوپا، ۱۴۰۰
- چگونه بچه‌های بی‌تریبت را تربیت کنیم؟ (جلد اول)مجموعه سریالی طنز و فانتزی[۳۲]، انتشارات پرتقال، ۱۴۰۱
- اسکلت ماهی، تصویرگر زهرا محمدنژاد،[۳۳]تهران: مبتکران، ۱۴۰۱.

#### برای نوجوانان
- داستان بلند صالح، کانون پرورش فکری، ۱۳۶۴[نیازمند منبع]
- مجموعه داستان شیشه‌های شکسته، انتشارات سروش، ۱۳۶۸[نیازمند منبع]
- باغچه توی گلدان، نشر زلال، ۱۳۷۵[نیازمند منبع]
- رمان آخرین نامه، نشر صریر، ۱۳۷۸[نیازمند منبع]
- رمان چهل پنجره، انتشارات پیدایش، ۱۳۷۸[نیازمند منبع]
- مجموعه داستان به هوای گل سرخ، منادی تربیت، ۱۳۷۹[نیازمند منبع]
- مجموعه داستان الم‌شنگه، منادی تربیت، ۱۳۷۹[نیازمند منبع]
- رمان عمو نوروز بازنشسته می‌شود،انتشارات فرهنگ گستر، ۱۳۸۰[نیازمند منبع]
- خانواده آقای چرخشی[۳۴] مجموعه داستان طنز پیوسته، کانون پرورش فکری، ۱۳۸۳
- شبح سیاه، انتشارات منادی تربیت، ۱۳۸۴
- خانه پغورقاتی، مجموعه طنز پیوسته، کانون پرورش فکری، ۱۳۹۰
- رمان پریانه‌های لیاسندماریس[۳۵]،۱۳۹۰
- رمان طنز اوضاع قاراشمیش می‌شود، انتشارات همشهری، ۱۳۹۳
- خرس قهوه‌ای چه کسی نامه را به شیشه چسبانده بود؟،[۳۶] کانون پرورش فکری، ۱۴۰۰

#### برای بزرگسالان
- رمان دور گردون،[۳۷] انتشارات سروش، ۱۳۷۸
- مجموعه داستان گزیده ادبیات معاصر، مجموعه داستان(۹)[۳۸] نشر نیستان، ۱۳۷۸
- رمان ماه من، ماه او، بنیاد حفظ آثار و ارزش‌هاش دفاع مقدس، ۱۳۷۹

#### برخی پایان‌نامه‌ها، مقاله‌ها و نقدها
پایان‌نامه‌ها و مقاله‌هایی درباره آثار طاهره ایبد نوشته شده است:
- تأثیر ژانر بر کارکرد گفتمانی شخصیت‌های زن در رمان نوجوان[۳۹]
- گهواره‌ها و پری‌ها (نگاهی تطبیقی به پری در کتاب پریانه‌های لیاسند ماریس و دو روایت مشابه[۴۰]
- شگردهای تمرکززدایی در تصویر و برهم‌کنش متن و تصویر در کتاب‌های تصویری[۴۱] (کتاب دیو سیاه دم به سر
- بخشی از مقاله پژوهشی "The Domain of Realism in the Children Literature of Iran[۴۲]" (دامنه واقع گرایی در ادبیات کودک ایران) دربارهٔ مجموعه دو جلدی طنز داستان‌های یک قل، دو قل
- پایان‌نامه بررسی ژرف‌ساخت اسطوره‌ای رمان نوجوان پریانه‌های لیاسندماریس طاهره ایبد، صغری قامتی مقدم فومنی،دانشگاه پیام نور استان گیلان، ۱۳۹۵
- پایان‌نامه نشانه‌شناسی اجتماعی داستان‌های برتر کودکان در سال‌های 1391 تا 1395 (گروه‌های سنی ب، ج، د) با تاکید بر هویت و آداب معاشرت، یزدان صالحین، دانشگاه گیلان، 1397
- مقاله Conception and Trends of Iranian Picture Books، (دیو سیاه دم به سر) در نشریه تخصصی ادبیات کودک روتلج[۴۳]  1397 (2018)
- مقاله پژوهشی The Birth of the Little Critic، (درباره نویسنده)، نشریه تخصصی Bookbird[۴۴]، 1398 (2019)
- پایان‌نامه ۲۰۰ صفحه‌ای «بررسی آرکی تایپ» در رمان نوجوان پریانه‌های لیاسند ماریس از طاهره ایبد براساس نظریه یونگ[۴۵]

#### فیلم‌نامه‌ها، نمایشنامه و برنامه‌های تلویزیونی
- نگارش ۱۵۵ پلاتوی نمایشی برای برنامه کودک و نوجوان شبکه جام‌جم، ۱۳۷۶[نیازمند منبع]
- ساخت فیلم کوتاه "در تاریکی شب[۴۶]" بر اساس داستان روی "پله‌های پشت‌بام" طاهره ایبد، به کارگردانی علی آقابابایی
- اجرای تئاتر"دور گردون[۴۷]" بر با اقتباس از همین رمان، به کارگردانی سیدحسین فدایی، ۱۳۸۲
- چاپ نمایشنامه "دور گردون[۴۸]" با اقتباس از این رمان، سیدحسین فدایی حسین، ۱۳۸۹
- نگارش ۱۷ داستان برای مجموعه انیمیشن "دهکده بزابزا[۴۹]"، مرکز پویانمایی صبا، ۱۳۹۳
- نگارش فیلمنامه مجموعه داستان "خانواده آقای چرخشی[۵۰]"، مرکز پویانمایی صبا، ۱۳۹۵
- ساخت انیمیشن "دیو سیاه دم به سر[۵۱]" به کارگردانی ریحانه کاوش، ۱۳۹۷
- ساخت انیمیشن "بیماری دلسوزی[۵۲]"، به کارگردانی مارال علیزاده، با اقتباس از داستانی با همین عنوان از مجموعه طنز "خانواده آقای چرخشی"، کانون پرورش فکری، ۱۴۰۰
- با اقتباس از رمان "پریانه‌های لیاسندماریس"، نگارش فیلمنامه[۵۳] توسط ابراهیم فروزش برای ساخت فیلم سینمایی به سفارش کانون پرورش فکری، ۱۳۹۹

#### آثار ترجمه شده به زبان‌های غیر فارسی
- پیغامی برای ابر پنبه‌ای،[۵۴] به زبان انگلیسی، ۱۳۸۷
- پیغامی برای ابر پنبه‌ای، به زبان آلمانی[۵۵] (Eine Botschaft Für Die Kleine Wolke، ۲۰۱۰
- رمان دور گردون به زبان انگلیسی[۵۶] و عربی ،۱۳۸۷ (۲۰۰۲)
- نی‌نی بیا لالا کن، ترجمه به زبان ایتالیایی(Piccia Mia Vieni a Nana)[۵۷]، ۲۰۱۲
- رمان " پریانه‌های لیاسندماریس " ترجمه به زبان ترکی استانبولی[۵۸] و انتشار در ترکیه، ۲۰۱۹

#### برخی مقاله‌ها و یادداشت‌ها در فصلنامه‌ها و نشریه‌ها
- کتاب‌های سطحی، ممیزی آثار ادبی. (روزنامه ایران ۲۸ دی ۱۳۸۰)
- نگرشی سطحی به افسانه (کتاب ماه کودک و نوجوان شماره ۱۳ – ۱۳۷۷)
- حنجره‌ای که پنجره ادبیات کوک جهان بود؛ گفتگو با رضا سیدحسینی، احمدرضا احمدی (یادمان محمد قاضی)[۴۴] ، (پژوهش‌نامه شماره ۱۲ و ۱۱–۱۳۷۷)
- میزگرد نشست شاعران، نویسندگان و تصویرگران کتاب‌های کودک و نوجوان (کتاب ماه کودک و نوجوان شماره ۲۰–۱۳۷۸)
- گزارش یک طرح، دو دیدگاه (کتاب ماه کودک و نوجوان شماره ۳۵ – ۱۳۷۹)
- به دنبال خواننده نهفته در داستان "من پیدا شده‌ام (سرور کتبی)" (پژوهش‌نامه ادبیات کودک و نوجوان شماره ۵۷–۱۳۹۲)
- مقاله "هیچانه‌ها و ترانه‌های بازی؛ ویژگی و تاثیر آن‌ها بر کودک" (پژوهش‌نامه شماره ۶۶–۱۳۹۴)
- سرو خرامان (همشهری داستان شماره ۸۰–۱۳۹۶)
- "پکن، برکنش و بازاریابی" (یادداشتی درباره‌ی نمایشگاه کتاب پکن، روزنامه شرق شهریور ۱۳۹۶)
- یادداشت: آیا با درگذشت یک نویسنده اجازه داریم داستان‌های او را در فضای مجازی نشر دهیم؟ (هنرآنلاین تیر ۱۳۹۹)
- چاپ داستان "کژال" در کتاب ادبیات فارسی کلاس هفتم
- چاپ یکی از داستان‌های مجموعه "خانواده آقای چرخشی" در کتاب ادبیات فارسی کلاس نهم

## جوایز ادبی
- شاخه شکسته، اثر برتر جشنواره ادبیات داستانی وزارت فرهنگ و ارشاد اسلامی، ۱۳۶۷[نیازمند منبع]
- باغچه توی گلدان، اثر برگزیده، کتاب سال مجله سروش نوجوان، ۱۳۷۵[نیازمند منبع]
- نخل سوخته، برگزیده جشنواره مطبوعات کودک و نوجوان کانون پرورش فکری، ۱۳۷۵[نیازمند منبع]
- دور گردون رمان برگزیده جشنواره ادبیات پایداری، وزارت فرهنگ و ارشاد اسلامی، ۱۳۷۹[نیازمند منبع]
- چهل پنجره، برگزیده کتاب سال کانون پرورش فکری، ۱۳۷۹[نیازمند منبع]
- به هوای گل سرخ، برگزیده کتاب سال مجله سلام بچه‌ها، ۱۳۸۰[نیازمند منبع]
- نویسنده برتر[۵۹] در حوزه نگارش مسائل دختران در جشنواره بزرگ بیست سال، بیست نویسنده، ۱۳۷۹
- خانواده آقای چرخشی، در فهرست کلاغ سفید کتابخانه بین‌المللی جوانان (مونیخ آلمان)،[۶۰] ۱۳۸۳ (۲۰۰۵)
- خانواده آقای چرخشی، برنده دیپلم افتخار جشنواره پروین اعتصامی،[۶۱] ۱۳۸۵
- پریانه‌های لیاسندماریس، برگزیده ویژه[۶۲] بخش رمان نوجوان جشنواره «شهید شاهی»، ۱۳۹۱
- دیو سیاه دم به سر، برگزیده کتاب سال کانون پرورش فکری[۶۳]،۱۳۹۱
- دیو سیاه دم به سر، برگزیده جشنواره کتاب‌های تصویری داستانی[۶۴] مرکز مطالعات ادبیات کودک دانشگاه شیراز، ۱۳۹۵
- دلقک دریایی، اثر برگزیده جشنواره مطبوعات کانون پرورش فکری،[۶۵] ۱۳۹۵
- رمان پریانه‌های لیاسندماریس، دریافت تندیس پری زغالی[۶۶] (یکی از شخصیت‌های رمان) از سوی کانون پرورش فکری استان کرمانشاه، ۱۳۹۶
- گرگ گنده و خپله ماهی، دریافت پنج ستاره از لاک پشت پرنده، ۱۳۹۶
- گرگ گنده و خپله ماهی، تقدیری جشنواره کتاب برتر، [۶۷]۱۳۹۶
- سه مسافر عجیب،[۶۸] رتبه اول جشنواره خاتم، ۱۳۹۶
- گرگ گنده و خپله ماهی، تقدیری جشنواره کتاب برتر،[۶۹] ۱۳۹۶
- سرزمین مرده‌ها و زنده‌ها، برگزیده کتاب سال کانون پرورش فکری و دریافت مرغک زرین کانون پرورش فکری،[۷۰] ۱۴۰۰